# Abrocoma boliviensis
Il ratto cincillà boliviano (Abrocoma boliviensis Glanz & Anderson, 1990) è un roditore appartenente alla famiglia Abrocomidae, diffuso in una ristretta zona della Bolivia centrale.

## Descrizione
La livrea è folta e soffice, grigiastra o marroncina sul dorso e sui fianchi, ma bianco-giallastra nelle parti ventrali; il peso varia tra 225 e 300 g, mentre la lunghezza è compresa tra 170 e 178 mm, tanto che risulta essere la specie più piccola tra gli Abrocoma; è inoltre facilmente riconoscibile anche per la coda, che risulta essere più lunga e pelosa rispetto alle specie congeneri. Il muso ricorda molto quello di un ratto, cono occhi grandi e scuri e orecchi ampi e arrotondati. Gli arti sono corti, con quattro dita nella zampa anteriore e cinque nella posteriore. Nelle tre dita centrali della zampa posteriore si osserva la presenza di una sorta di "pettine", costituito da peli rigidi ravvicinati, che ha presumibilmente la funzione di liberare il pelo dai parassiti o dalla sporcizia.

## Biologia

### Alimentazione
La specie è esclusivamente erbivora.

### Riproduzione
I piccoli vengono alla luce precoci, dopo un lungo periodo di gestazione.

## Distribuzione e habitat
La specie è stata rinvenuta esclusivamente nei pressi del locus typicus (Comarapa, Provincia di Manuel María Caballero, Dipartimento di Santa Cruz, Bolivia centrale), sebbene non si possa escludere che il suo areale possa essere più esteso.
L'habitat è rappresentato dalle zone rocciose all'interno della foresta pluviale, ad una quota altimetrica di circa 1.800 m s.l.m.

## Tassonomia
A. boliviensis è stato descritto per la prima volta da Glanz e Anderson nel 1990, sulla base di due esemplari, catturati nel 1926 e nel 1955, mai identificati in precedenza.

### Sinonimi
Non sono stati riportati sinonimi per questa specie.

### Sottospecie
Non sono state individuate sottospecie.

## Conservazione
I principali fattori di rischio per la specie sono collegati all'antropizzazione, che sottrae territorio a vantaggio del pascolo del bestiame e frammenta ulteriormente le zone utili per A. boliviensis; inoltre la specie risente della presenza di predatori introdotti, quali gatti e cani. Va infine ricordato che in passato si cacciava questo roditore per il commercio delle pellicce.
Tenendo conto della ristrettezza dell'areale e del fatto che la popolazione, pur in mancanza di dati certi, appare in calo numerico, la Lista rossa IUCN attribuisce a questo taxon lo status "CR" (rischio critico).